# Cmentarz mariawicki w Gocławiu
Cmentarz mariawicki w Gocławiu – założony na początku XX wieku, cmentarz Kościoła Katolickiego Mariawitów położony we wsi Gocław, na terenie istniejącej niegdyś parafii mariawickiej w Gocławiu. 

## Opis
Cmentarz znajduje się na wzgórzu, tuż przy lesie, w niedalekiej odległości od rzymskokatolickiego miejsca pochówku zmarłych. Obecnie w Gocławiu nie ma już żadnej rodziny mariawickiej, a ostatni pochówek miał miejsce w 1993 r. Nekropolię gęsto porastają drzewa w tym grupa pomników przyrody głównie w postaci dębów szypułkowych.

## Historia
Powstanie nekropolii ściśle wiąże się z dziejami parafii mariawickiej w Gocławiu, która rozpczęła swoją działalność w 1907. 27 sierpnia tego samego roku kapł. Bolesław Maria Łukasz Wiechowicz, kapłan parafii w Cegłowie, dokonał poświęcenia kościoła parafialnego. Sprawującym posługę kapłańską w Gocławiu był, dojeżdżający z parafii Gózd, proboszcz kapł. Jan Maria Ignacy Modrzejewski. Po rozłamie w 1935 większość parafian opowiedziała się po stronie arcybiskupa Jana Marii Michała Kowalskiego, odtąd kościół znajdował się w rękach Kościoła Katolickiego Mariawitów. Wraz z utworzeniem w Gocławiu filii duszpasterskiej parafii Osieck i wybudowaniem kościoła rzymskokatolickiego (1937), mariawici tracili na znaczeniu. Od lat 90. XX w. w kościele parafialnym nie odbywały się żadne nabożeństwa. Od tego czasu miejscowy kościół mariawicki był w bardzo złym stanie. W 2008 został sprzedany prywatnemu nabywcy i rozebrany rok później. 
Dawniej mariawicki cmentarz ogrodzony był drewnianym płotem, który został zastąpiony siatką. Pracę tę wykonał 13 lipca 2007 Czesław Jałocha, mieszkaniec Gocławia.

## Pochowani na cmentarzu
Na cmentarzu spoczywają m.in. rodzice urodzonego w Gocławiu Marii Andrzeja Jałosińskiego, a także siostry zakonne: Aleksandra Maria Pacencja Abelska i s. Pelagia Maria Aniela Orłowska (ostatnia proboszcz parafii Kościoła Katolickiego Mariawitów w Gocławiu).

## Galeria

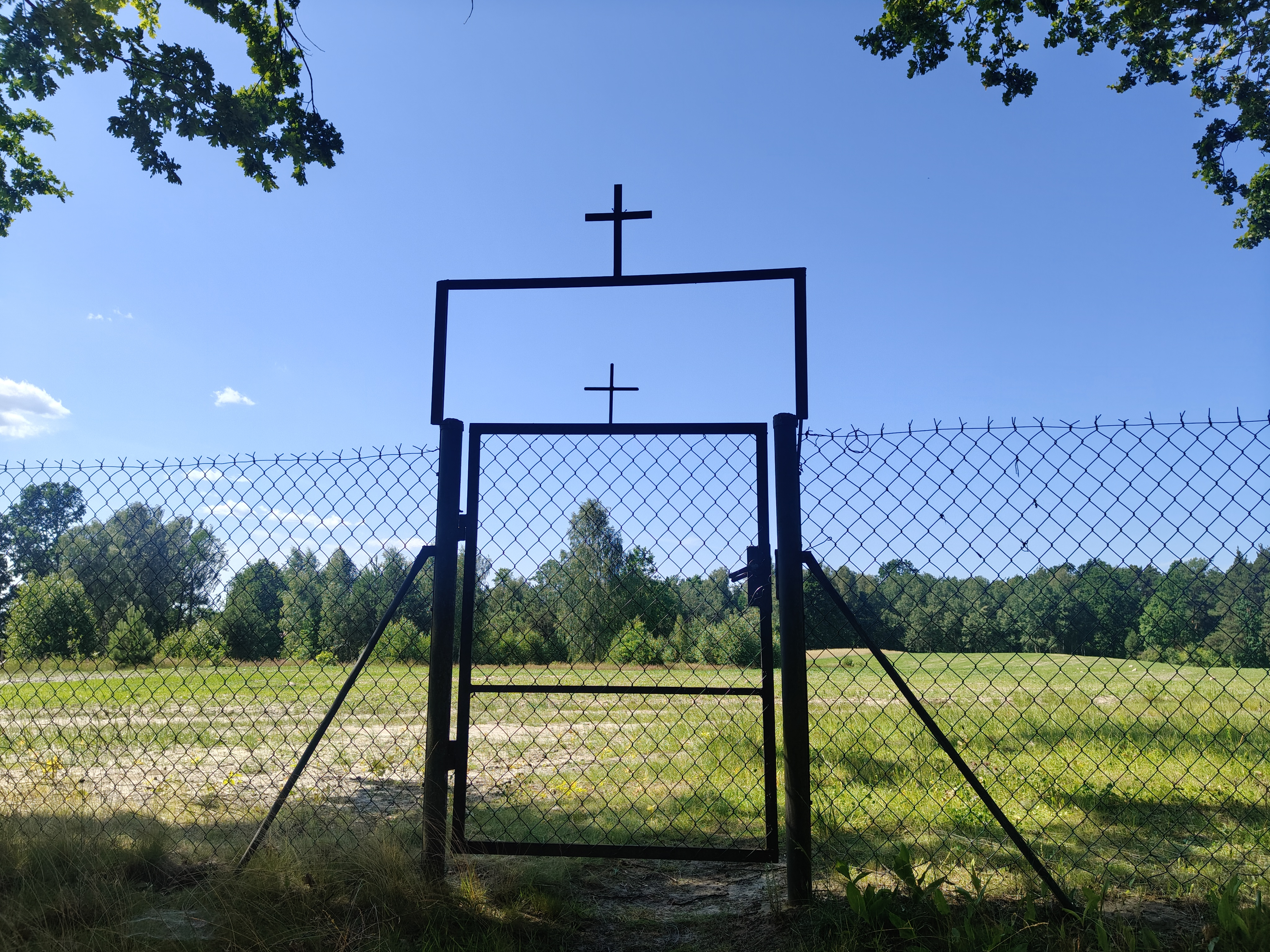
Główna brama wejściowa
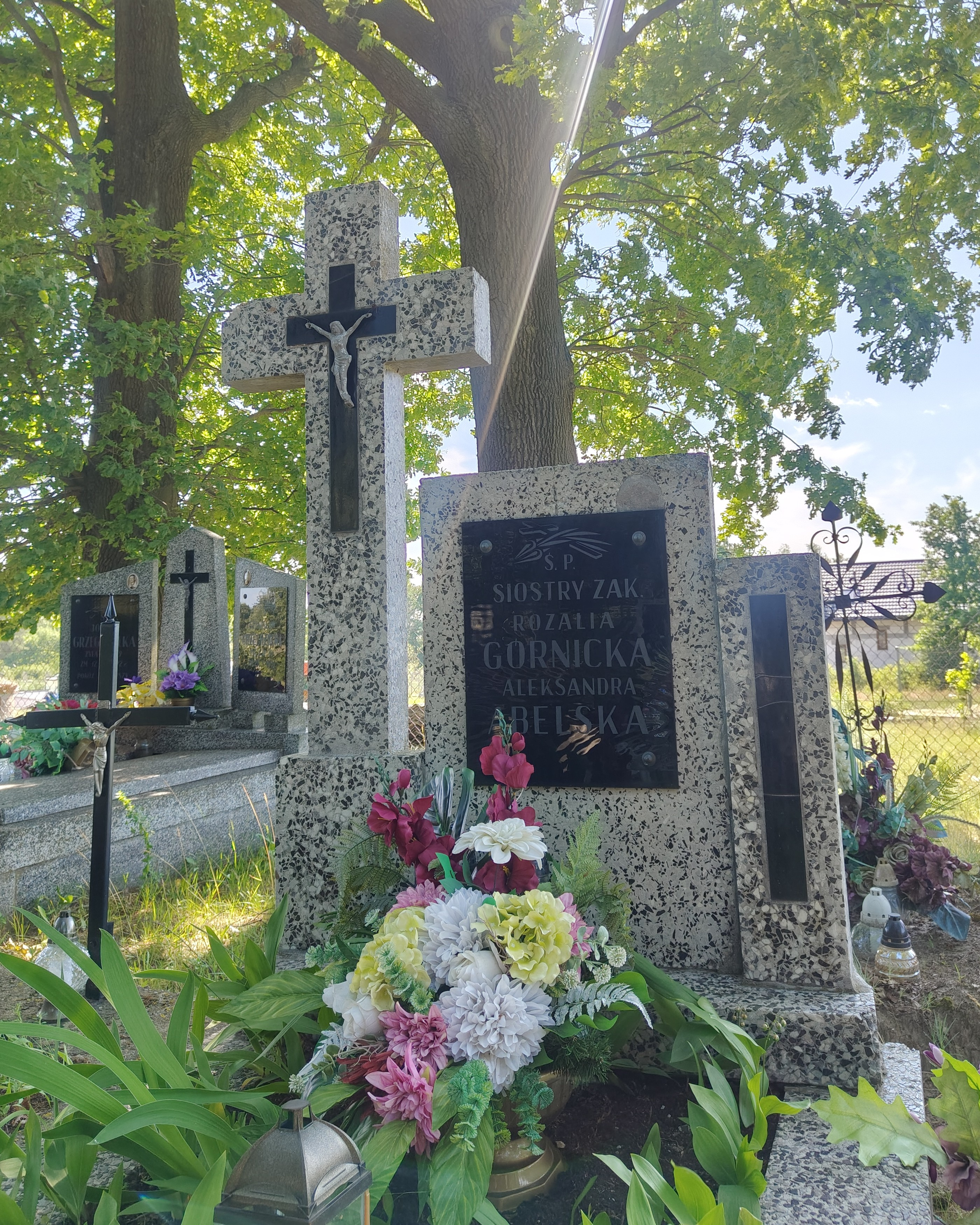
Grób sióstr zakonnych
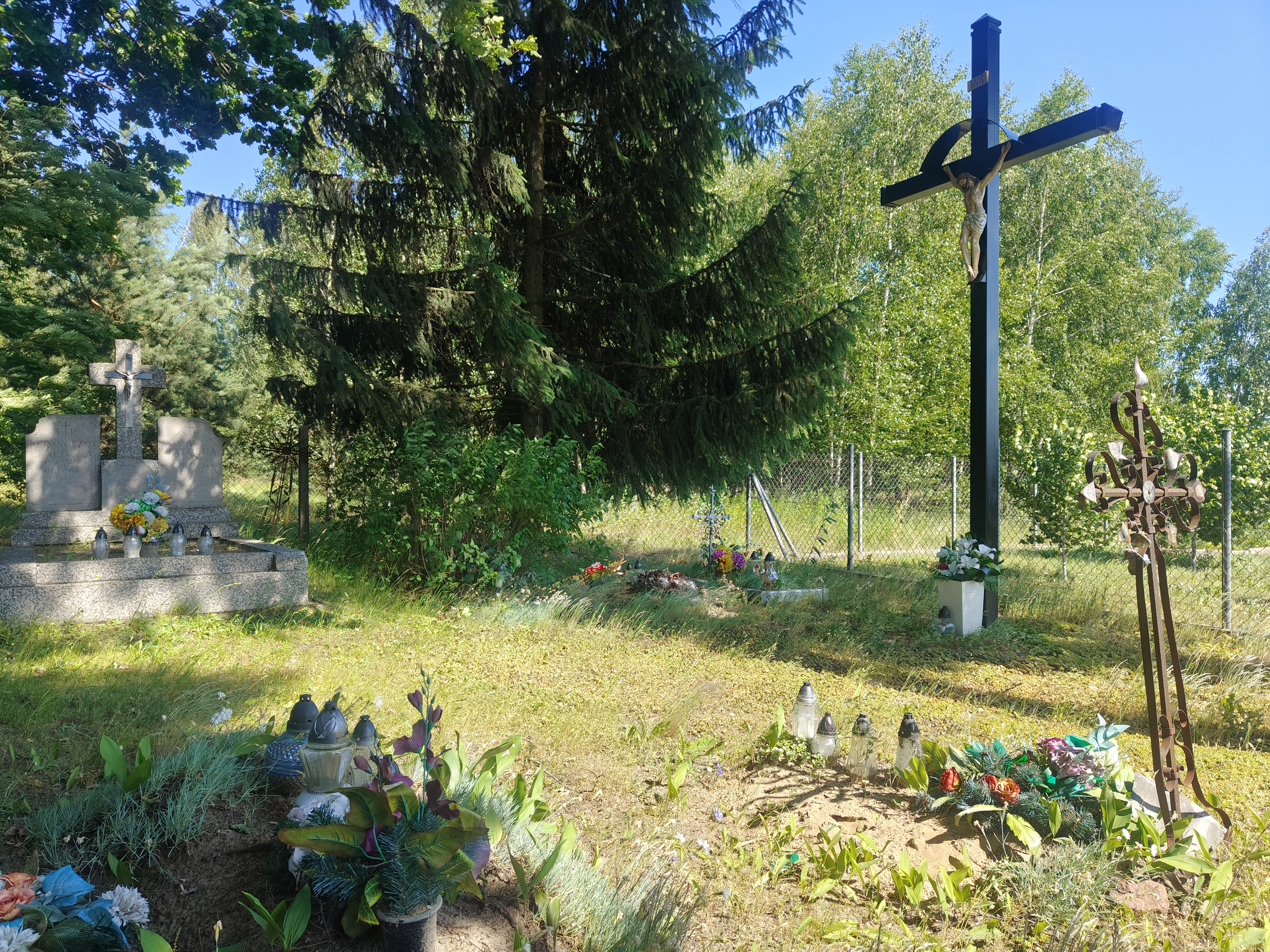
Krzyż centralny górujący nad cmentarzem
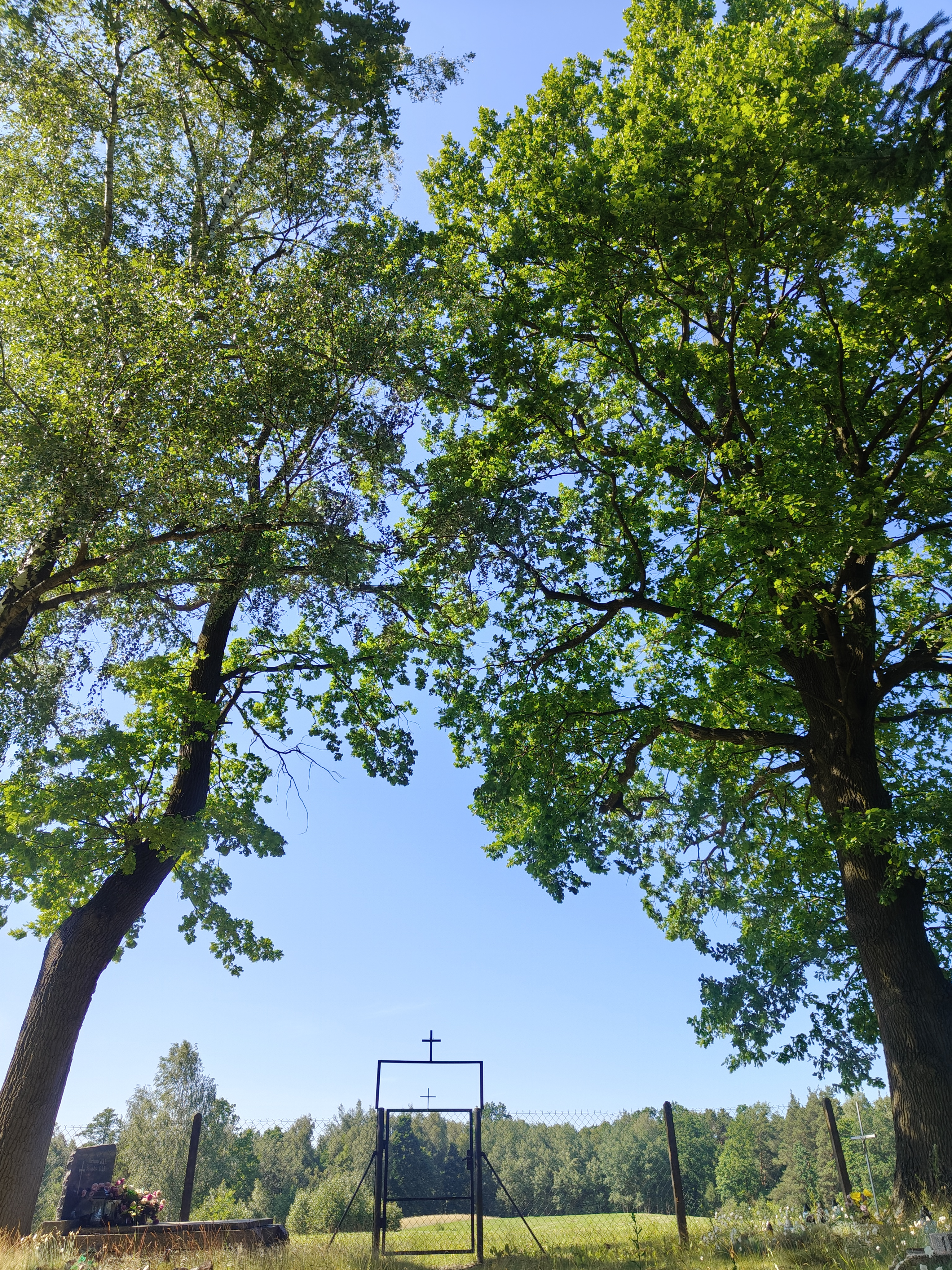
Pomniki przyrody - dęby szypułkowe
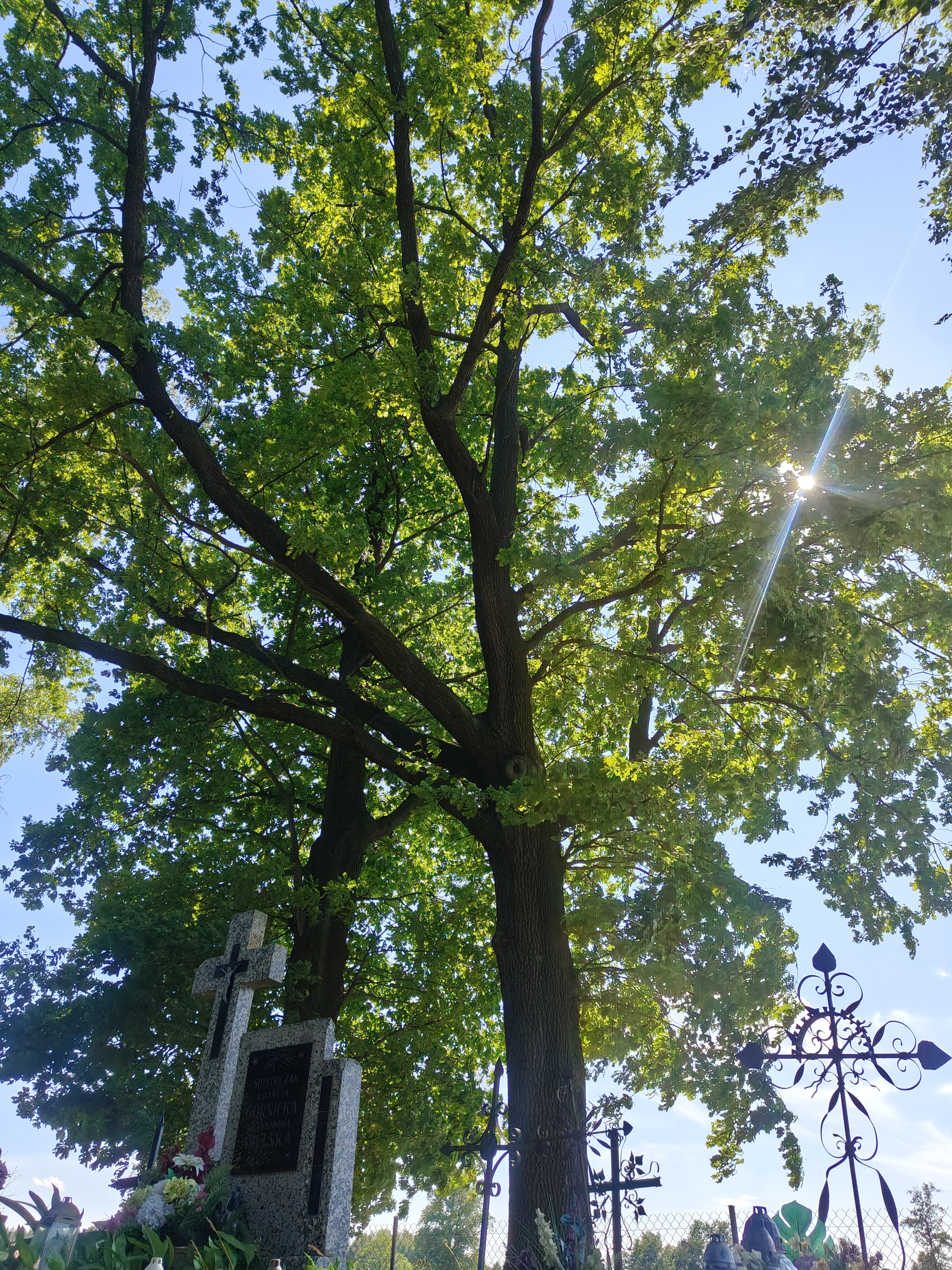
Pomnik przyrody - dąb szypułkowy porastający nekropolię
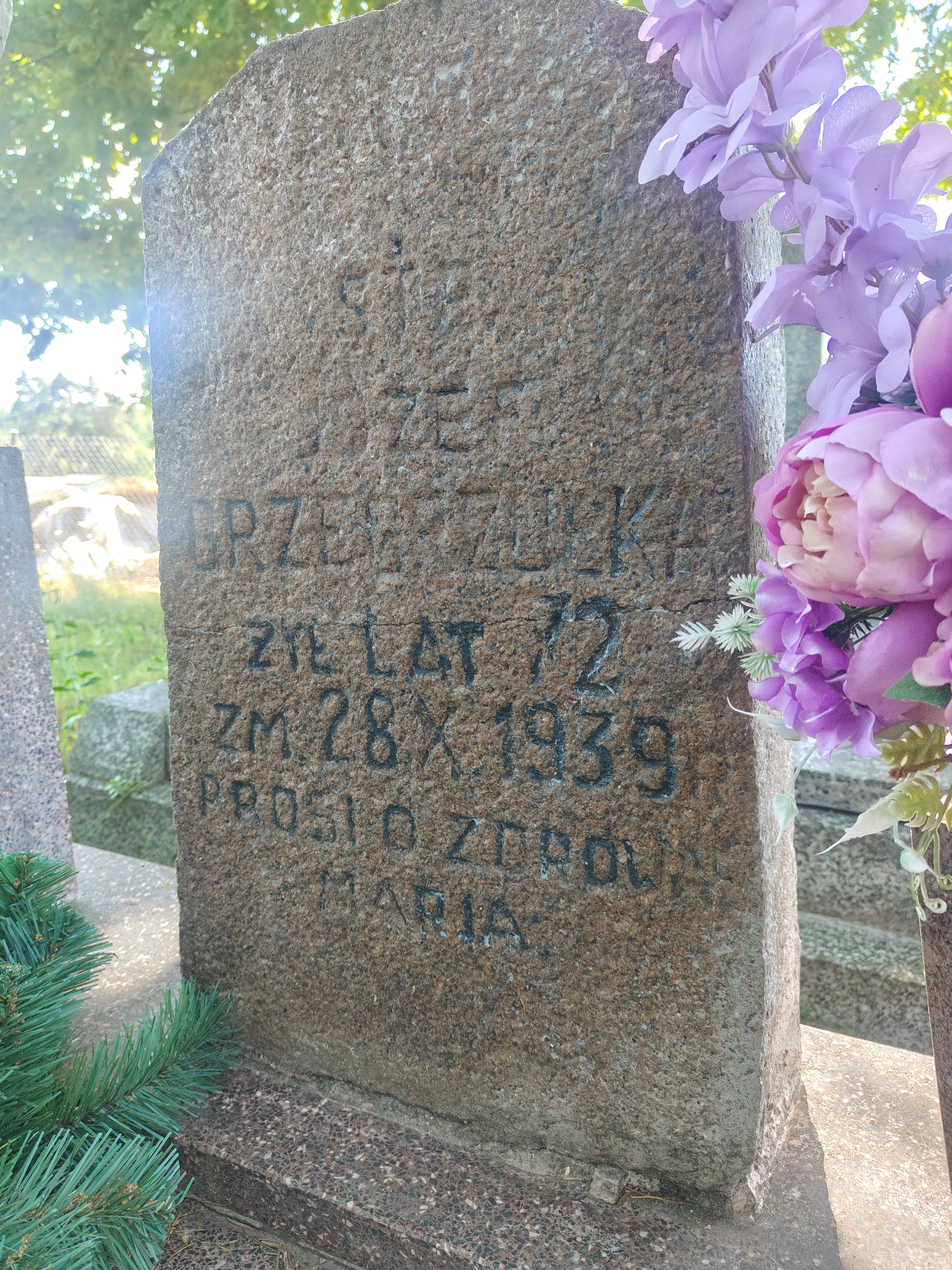
Zachowany nagrobek z 1939 r.
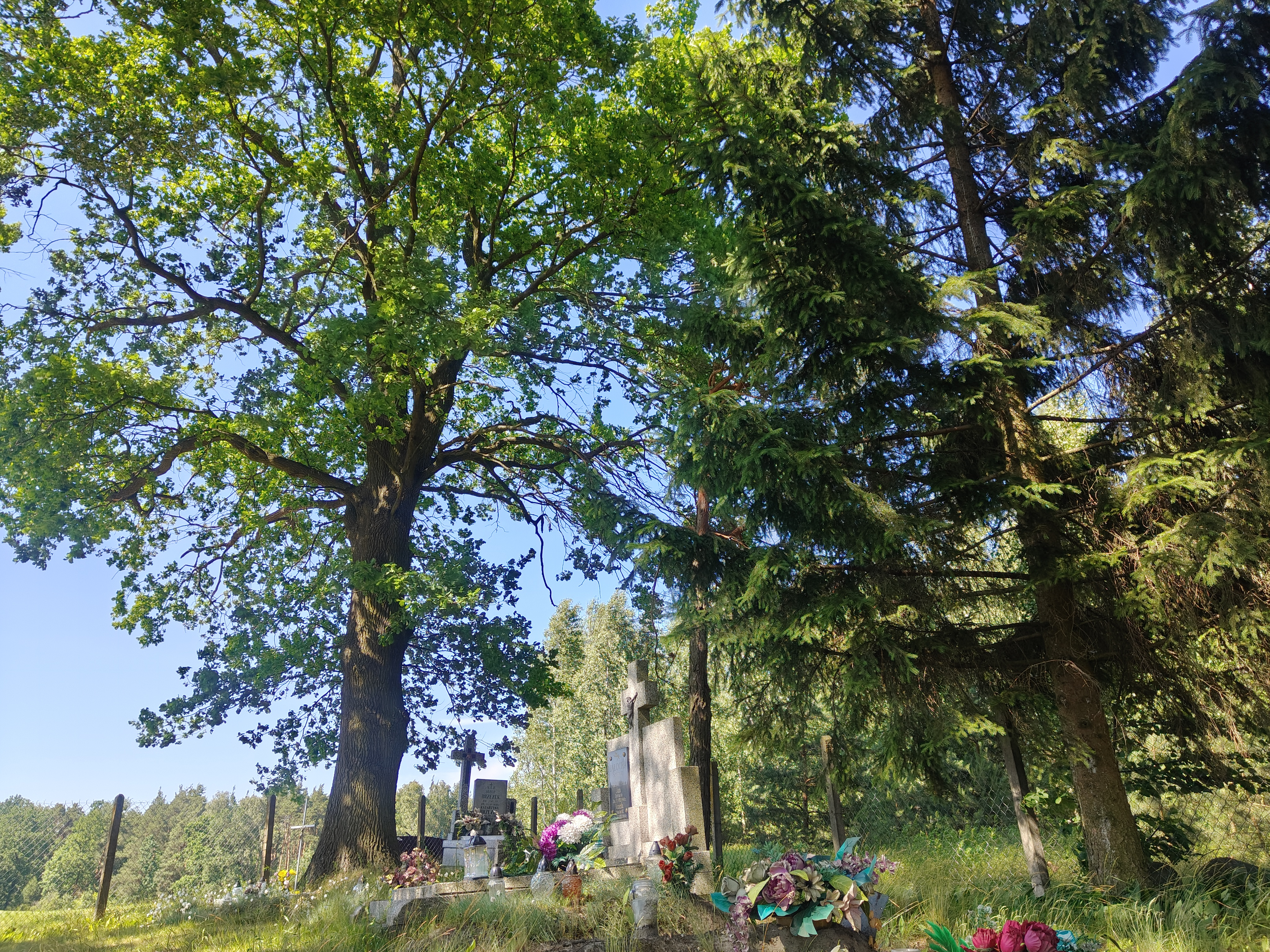
Wschodnia część cmentarza
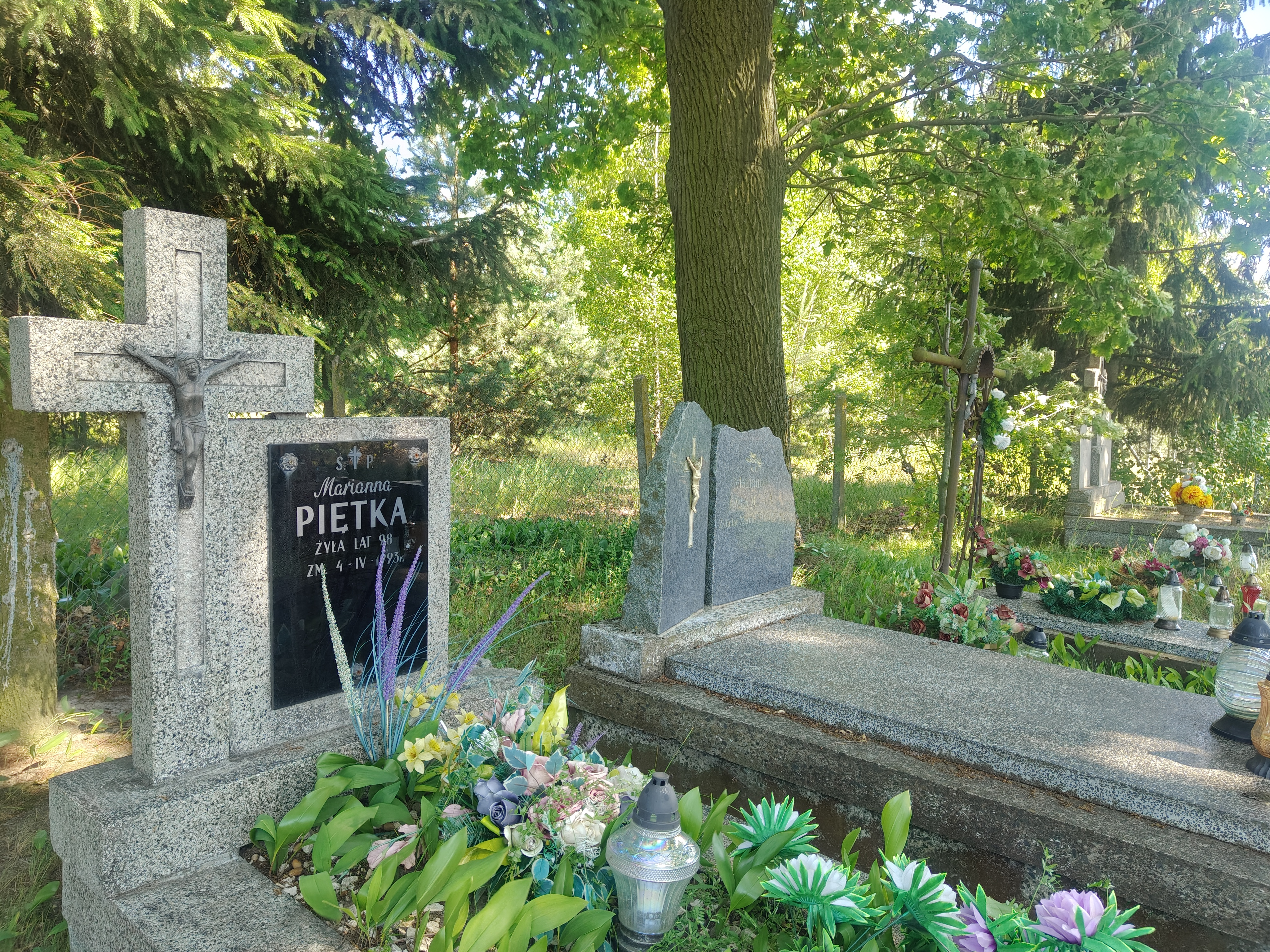
Ostatni pochówek pochodzący z 1993 r.